# Spencer Reed
Spencer Reed (New York, 5 dicembre 1983) è un ex attore pornografico statunitense, che lavora esclusivamente nel settore della pornografia gay.
Oltre all'attività di attore pornografico, Reed lavora come modello, escort, go-go dancer e webmaster.

## Biografia

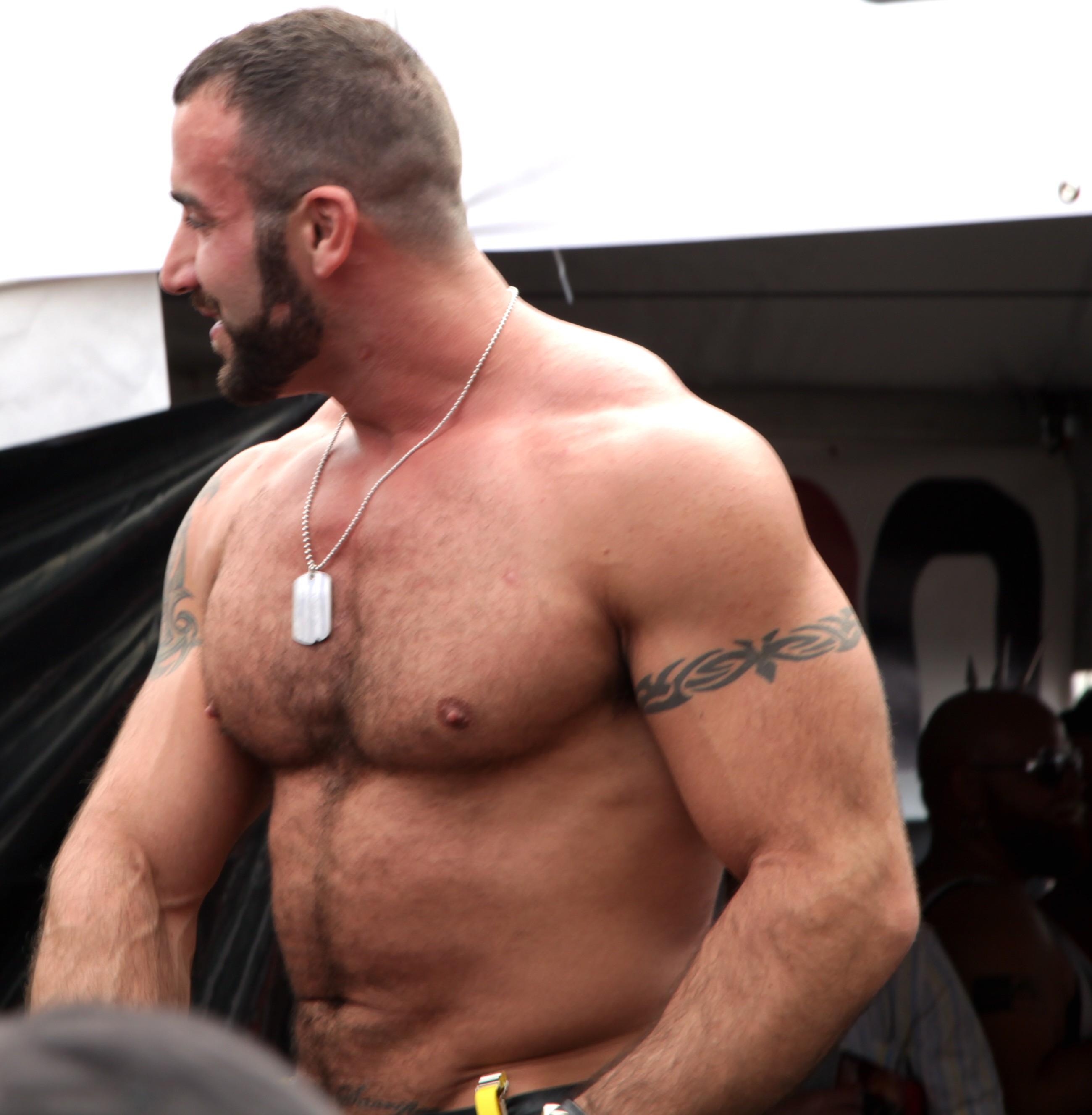
Spencer Reed alla Folsom Street Fair del 2011.

Nativo di New York, anche se considera Washington la sua città natale, ha origini russe e austriache. Debutta come attore pornografico nel 2008, collaborando con il sito web Randy Blue, nel corso degli anni lavora per le più importanti case di produzione, come Falcon Studios, Hot House, Titan Men, Lucas Entertainment, Colt Studios e Raging Stallion, costruendosi una solita carriera di performer principalmente attivo.
Alto, muscoloso e dotato di un pene circonciso di 22 cm, Reed nella sua carriera si è esibito in quasi tutti i generi, praticando bondage per il sito Bound Gods e kink/fetish per Kink.com. Nel 2011 viene nominato "Gay Performer of the Year" ai XBIZ Awards.
Reed lavora anche come escort, nel 2012 viene eletto "Mr. San Francisco" come escort dell'anno, permettendogli di competere al titolo di "Mr. International Escort" agli International Escort Awards, dove però vince nella categoria "Best Fetish Escort". Nell'aprile 2013 sposa a Berlino Damir Krupic. In seguito Reed si è trasferito a vivere in Germania dove lavora come DJ.

## Riconoscimenti

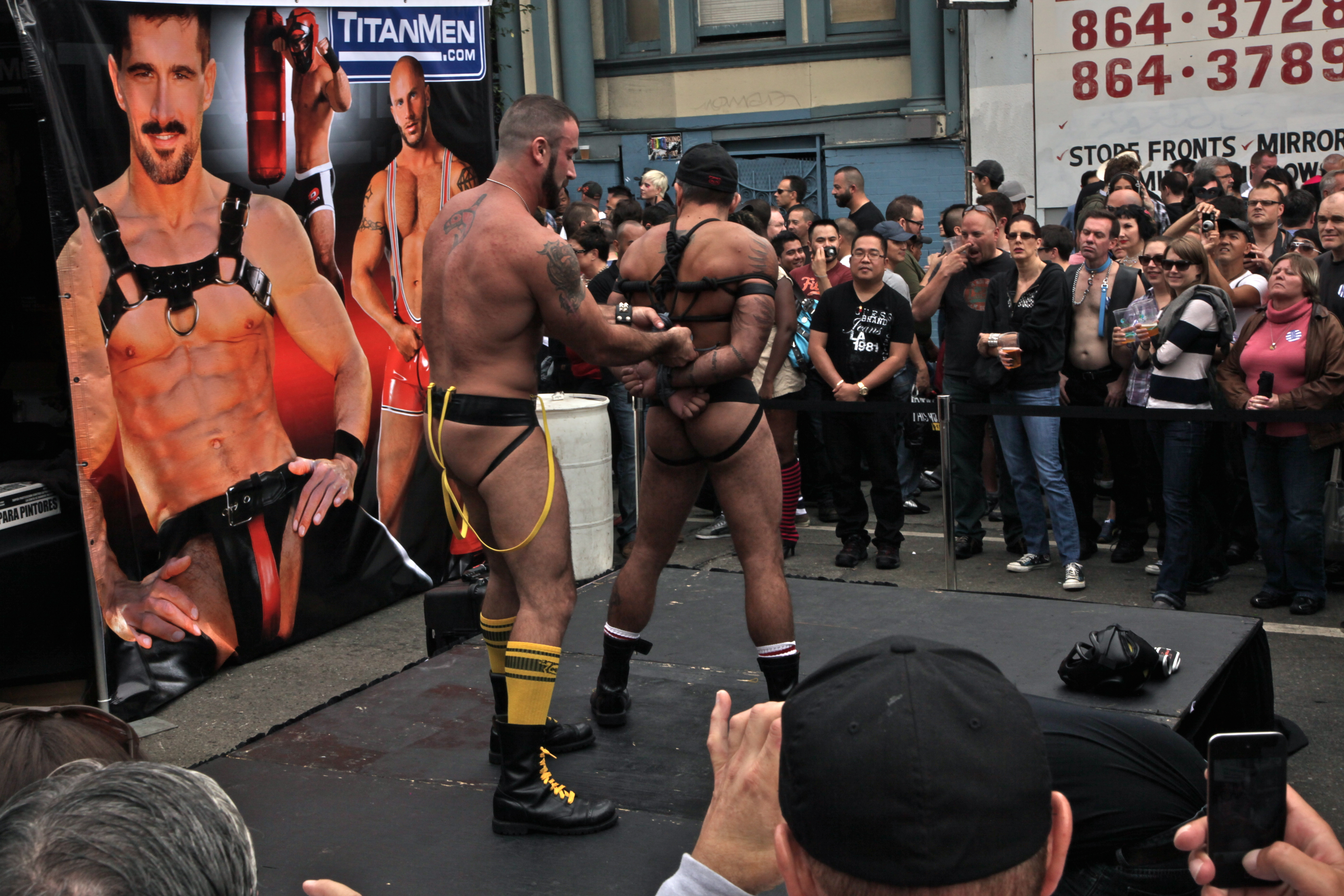
Spencer Reed e Alessio Romero alla Folsom Street Fair del 2011.

- Grabby Awards 2011 – Best 3-Way (con Alexsander Freitas & Dominic Pacifico)[5]
- XBIZ Awards 2011 – Gay Performer of the Year[3]
- International Escort Awards 2012 – Best Fetish Escort[6]
- Grabby Awards 2012:
  - Performer of the Year[7] ex aequo con Landon Conrad
  - Best Group (con Dario Beck, Christopher Daniels & Trenton Ducati)[7]
- Hotrods – British Gay Porn Awards 2012
  - Mirrorballs Best International Artist
  - Best Cumshot per Pack Attack 5
  - QX Magazine Readers Award
- Hustlaball Awards 2012 – Best Top[8]

## Filmografia parziale
- Hot Jocks Nice Cocks 2 (Pure Play Media) (2008)
- Dripping Wet 2 (Falcon Studios) (2009)
- Fuck! (Lucas Entertainment) (2009)
- Michael Lucas' Auditions 30: New York Hunks (Lucas Entertainment) (2009)
- Obsession (Lucas Entertainment) (2009)
- Rush (Lucas Entertainment) (2009)
- Trap (Raging Stallion) (2009)
- Adrenaline (Mustang) (2010)
- BFF: Bound Flogged Fisted (Titan Media) (2010)
- Blowjobs! (Lucas Entertainment) (2010)
- Brutal (Raging Stallion) (2010)
- Depths Of Desire 2 (Falcon Studios) (2010)
- Do Me Now (Pulse Distribution) (2010)
- Dust Devils (Titan Media) (2010)
- Fuck Me Hard (Lucas Entertainment) (2010)
- Hard And Fast (Titan Media) (2010)
- Heat Wave (Lucas Entertainment) (2010)
- Hellions (Titan Media) (2010)
- Lust (Lucas Entertainment) (2010)
- Man Up (Falcon Studios) (2010)
- Men In Stockings (Lucas Entertainment) (2010)
- Michael Lucas' Auditions 36: Pounded (Lucas Entertainment) (2010)
- Roll In the Hay (Raging Stallion) (2010)
- Sanctuary 2 (Hothouse Entertainment) (2010)
- Slick Dogs (Titan Media) (2010)
- Stockroom (Titan Media) (2010)
- Swelter (Titan Media) (2010)
- Bustin' Nuts (Pulse Distribution) (2011)
- Consent (Titan Men) (2011)
- Big Cocks Rock (Jake Cruise Productions) (2011)
- Fuck Your Friends 9 (Jake Cruise Productions) (2011)
- Full Fetish: The Men of Recon (Titan Media) (2011)
- Humongous Cocks 9 (Raging Stallion) (2011)
- Muscles In Leather (Colt Studios) (2011)
- Pack Attack 5: Shane Frost (Hothouse Entertainment) (2011)
- Ride My Disco Stick (Cocky Boys) (2011)
- Toy (Stag Homme /Raging Stallion) (2011)
- Truck You (Dragon Media) (2011)
- Incubus (Titan Men) (2011)
- Sticking Point) (Titan Men) (2011)
- Manpower (Colt Studios) (2012)
- Sektor 9 Part 1 (Hothouse Entertainment) (2012)
- Sektor 9 Part 2 (Hothouse Entertainment) (2012)
- Surveillance (Titan Men) (2012)
- Hard Up (Titan Men) (2012)
- So Into You (Raging Stallion) (2012)
- Fucked Up (Raging Stallion) (2012)
- Fucked Down (Raging Stallion) (2012)
- Pure Sex (Raging Stallion) (2012)